# اقتصاد ألبانيا
شهد اقتصاد ألبانيا الانتقال من ماضيها الشيوعي إلى اقتصاد السوق المفتوحة في أوائل 1990. على الرغم من أن البلد غني بالموارد الطبيعية، وعزز بشكل رئيسي الاقتصاد من قبل، والزراعة، وتجهيز الأغذية، والخشب والنفط والاسمنت والكيماويات والتعدين، والمعادن الأساسية، والطاقة الكهرومائية، والسياحة، وصناعة النسيج، وتحويلات المهاجرين، 
حلّت ألبانيا في المركز 83 في مؤشر الابتكار العالمي عام 2023، وتراجعت للمركز 84 في مؤشر عام 2024.

## التاريخ
في أعقاب انهيار النظام الشيوعي عام 1990، شهدت ألبانيا نزوحًا جماعيًا للاجئين إلى إيطاليا واليونان. حاولت ألبانيا تطبيق سياسة الاكتفاء الذاتي الذي نجح في نهاية المطاف. بدأت محاولات الإصلاح بجدية في أوائل عام 1993 بعد أن انخفض الناتج المحلي الإجمالي الحقيقي بأكثر من 50% من ذروته في عام 1989. يعاني البلد حاليًا من ارتفاع معدلات الجريمة المنظمة والفساد.
أطلقت الحكومة المُنتَخبة ديمقراطيًا التي تولت السلطة في أبريل عام 1992 برنامجًا طموحًا يدعو إلى البدء بلإصلاح الاقتصادي من أجل وقف التدهور الاقتصادي ووضع البلاد على الطريق الصحيح نحو اقتصاد السوق. شملت العناصر الرئيسية تحرير الأسعار ونظام الصرف وضبط الأوضاع المالية والتقييد النقدي ووضع سياسة ثابتة للدخل. استُكملت هذه الإصلاحات بمجموعة شاملة من الإصلاحات الهيكلية، بما في ذلك الخصخصة وإصلاح المشاريع والقطاع المالي وإنشاء الإطار القانوني لاقتصاد السوق ونشاط القطاع الخاص. تم خصخصة معظم الزراعة والإسكان الحكومي والصناعات الصغيرة. استمر هذا الاتجاه بخصخصة النقل والخدمات والمؤسسات الصغيرة والمتوسطة الحجم.
في عام 1995، بدأت الحكومة في خصخصة المؤسسات الحكومية الكبيرة. وبعد أن بلغ الاقتصاد نقطة منخفضة في أوائل التسعينات، توسّع ببطء مرة أخرى ووصل إلى مستويات جيدة في عام 19889 بحلول نهاية العقد.

## التحديات والحلول
تعوق الإصلاحات في ألبانيا محدودية القدرة الإدارية وانخفاض مستويات الدخل، ما يجعل السكان عرضة بشكل خاص للبطالة وتقلب الأسعار وغير ذلك من المتغيرات التي تؤثر سلبًا على الدخل. وما يزال الاقتصاد يتعزز بتحويلات بعض القوى العاملة التي تعمل في الخارج. هذه التحويلات تكمل الناتج المحلي الإجمالي وتساعد على تعويض فائض التجارة الخارجية الكبير. تم خصخصة معظم الأراضي الزراعية في عام 1992، ما أدى إلى تحسّن ملحوظ في دخل الفلاحين. في عام 1998، تراجعت ألبانيا بنسبة 0.8% في الناتج المحلي الإجمالي في عام 1997 ثم استعادت مستواها بنسبة 79% في عام 1999. ساعدت المعونة الدولية على تحمل التكاليف الباهظة لاستقبال اللاجئين وإعادتهم من الصراع في كوسوفو. وما يزال الاستثمار واسع النطاق من الخارج يعوقه ضعف البنية الأساسية؛ إلى جانب الافتقار إلى نظام مصرفي يعمل بكامل طاقته؛ وقوانين الاستثمار والضرائب والعقود التي لم يتم اختبارها أو لم يتم تطويرها بشكل كامل؛ والعقلية الثابتة التي لا تشجع على المبادرة.

### توصيات أخرى
ومع ذلك، أشار فوربس أيضًا إلى بعض التقدم بقوله: «بمساعدة من المانحين الدوليين، تتخذ الحكومة خطوات لتحسين شبكة الطرق والسكك الحديدية الوطنية الفقيرة، والتي تشكل حاجزًا طويلًا أمام النمو الاقتصادي المستدام. وقد ازداد الاستثمار الأجنبي المباشر الوافد زيادة كبيرة في السنوات الأخيرة إذ شرعت الحكومة في برنامج طموح لتحسين مناخ الأعمال التجارية من خلال الإصلاحات المالية والتشريعية. تركز الحكومة على تبسيط شروط الترخيص وقوانين الضرائب ودخلت في ترتيب جديد مع صندوق النقد الدولي لتقديم دعم مالي وتقني إضافي».
قدّم تقرير صندوق النقد الدولي الصادر في الرابع والعشرين من يناير عام 2017 قدرًا من التعزيز الإيجابي: «ما يزال البرنامج الاقتصادي على المسار الصحيح، وما يزال التقدم الجيد في تنفيذ الإصلاحات البنيوية وموقف بنك ألبانيا من السياسة النقدية المواتية مناسبًا». قدم مفتشو صندوق النقد الدولي الذين زاروا تيرانا خطة العمل التالية: «من أجل المضي قدمًا، ينبغي أن تكون الأولويات الرئيسية هي: الاستمرار في توسيع نطاق العائدات لتعزيز المالية العامة وضمان القدرة على تحمل الديون والحد من القروض متعثرة السداد لتعزيز الاستقرار المالي ودعم التعافي الائتماني ودفع الإصلاحات البنيوية إلى الأمام لتحسين مناخ الأعمال التجارية. وقد أُحرز تقدمًا هامًا في هذه المجالات، ويلزم بذل المزيد من الجهود لتعزيز هذه المكاسب. وفي هذا الصدد، يظل تعزيز الإدارة الضريبية وتوسيع القاعدة الضريبية وإدخال ضريبة على الممتلكات على أساس القيمة أهدافًا هامة. سيساعد تحسين الإدارة المالية العامة على ضمان زيادة كفاءة الإنفاق العام ومراقبة المتأخرات. ثمّة حاجة إلى الإسارع في عملية التنفيذ لاستراتيجية حلّ القروض متعثرة السداد لتعزيز الإقراض للقطاع الخاص. سوف تكون الإصلاحات الهيكلية الرامية إلى تعزيز بيئة الأعمال التجارية ومعالجة الفجوات في الهياكل الأساسية وتحسين مهارات العمل، من الأمور الحاسمة لتعزيز القدرة التنافسية».

### دخول ألبانيا إلى الاتحاد الأوروبي
تقدمت ألبانيا بطلب العضوية للاتحاد الأوروبي في عام 2009. ومن المتوقع أن تفيد هذه العضوية اقتصاد ألبانيا. حصلت البلاد على مركز المرشح الرسمي في عام 2014، لكن تم حرمان ألبانيا مرتين من العضوية الكاملة. حذّر البرلمان الأوروبي قادة الحكومة الألبانية في أوائل عام 2017، أن الانتخابات البرلمانية الألبانية لعام 2017 يجب أن تكون «حرة ونزيهة» قبل أن تبدأ المفاوضات في قبول البلاد في الاتحاد الأوروبي. أعرب عضو البرلمان الأوروبي أيضًا عن قلقه إزاء «العدالة الانتقائية والفساد وطول الوقت الذي تستغرقه الإجراءات القضائية والتدخل السياسي في التحقيقات وقضايا المحاكم»، لكن البيان الصحفي الصادر عن الاتحاد الأوروبي أعرب عن بعض التفاؤل: «من المهم أن تحافظ ألبانيا على زخم الإصلاح اليوم ويجب أن نكون مستعدين لدعم هذه الإصلاحات قدر الإمكان في هذه العملية». في مايو عام 2019، أوصى المفوض الأوروبي يوهانس هان بأن يفتح الاتحاد الأوروبي محادثات العضوية مع ألبانيا.
يجب أن تواصل ألبانيا تحسين هياكلها الأساسية ولا سيما في مجال الطرق السريعة داخل حدودها وربط البلد بجيرانه. وبمجرد وجود أدلة على إحراز تقدم كبير على هذه الجبهة، فإن فرص قبول البلاد في الاتحاد الأوروبي ينبغي أن تتحسن. جرت مناقشات خلال عام 2015 لتأمين التمويل اللازم للقيام بذلك.
بحلول عام 2016، أصبحت الصين واحدة من المستثمرين الرئيسيين في ألبانيا بعد شراء حقوق الحفر لحقول النفط في باتوس مارينز وكوكوفا (من شركة كندية) ومطار تيرانا الدولي (إس إتش بي كيه). ستقوم شركة الصين إيفربرايت وشركة فريدمان في المحيط الهادئ بتشغيل المطار حتى عام 2025. اعتبارًا من مارس 2016، عُدّت الصين الشريك التجاري الرئيسي للبلاد، مع 7.7 ٪ من إجمالي التجارة الدولية للبلاد؛ وهذا أكثر بكثير من التجارة مع اليونان وتركيا، ما يذكرنا بالعلاقة القوية بين ألبانيا والصين في السبعينات.
أشار تحليل أُجري عام 2018 عن ست فئات رئيسية إلى أن ألبانيا ما تزال تعاني من مشاكل في الهياكل الأساسية والتي تمثل تحديات للأعمال التجارية وتزيد من الفرص الاقتصادية.

## النفط
في أوائل عام 2008، تم اكتشاف مستودعات واسعة من النفط والغاز في شمال ألبانيا. وتقدر والدائع في اجمالية تصل إلى 2987000000 برميل (474900000 م3) من النفط و3014000000000 قدم مكعب من الغاز الطبيعي. وجاء هذا الإعلان من قبل شركة ذات مسؤولية محدودة شركة أسوشيتس، وتعمل بواسطة ماناس مؤسسة البترول، والتي لديها عقد مع حكومة ألبانيا لاستكشاف الأجزاء الشمالية من البلاد لمكامن النفط والغاز.

## التجارة الخارجية

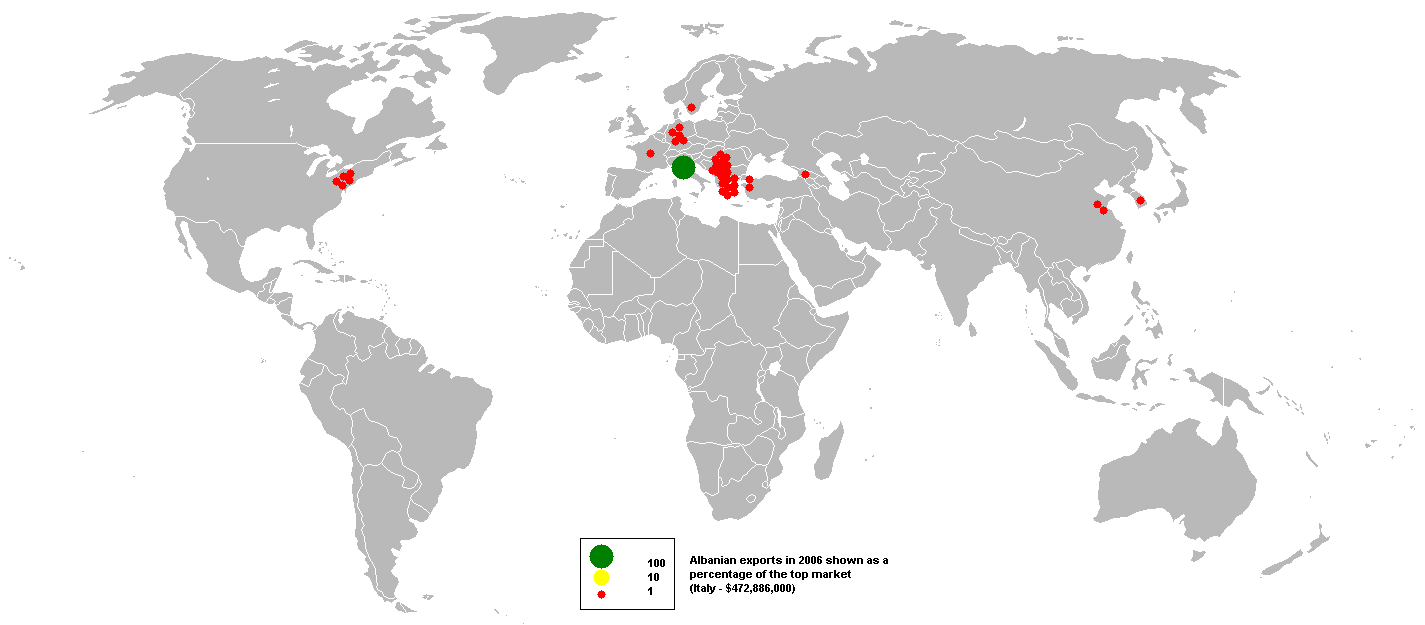
التجارة الخارجية لالبانيا

الاقتصاد الألباني لا يزال مدعوما من بعض التحويلات المالية 20٪ من القوة العاملة التي تعمل في الخارج، معظمهم في اليونان وإيطاليا. هذه التحويلات تكملة الناتج المحلي الإجمالي وتساعد في التعويض عن العجز الكبير في التجارة الخارجية. تمت خصخصة معظم الأراضي الزراعية في عام 1992، وتحسين دخل الفلاحين بشكل كبير. في عام 1998، استعادت ألبانيا انخفاض بنسبة 8٪ في الناتج المحلي الإجمالي لعام 1997 ودفعت قدما بنسبة 7٪ في عام 1999. وقد ساعدت المعونة الدولية في تحمل التكاليف الباهظة لاستقبال وإعادة اللاجئين من الصراع في كوسوفو.